# La trampa (novela)
La trampa es una novela del escritor estadounidense John Grisham, publicada el 27 de enero de 2009 por la editorial Doubleday.

## Sinopsis
Un joven abogado es chantajeado por un supuesto agente del FBI para que acepte un puesto en una importante firma de abogados, con el fin de entregar información sobre una demanda multimillonaria.